# Jaguar
 Ovo je glavno značenje pojma Jaguar. Za druga značenja pogledajte Jaguar (razdvojba).
Jaguar (Panthera onca) je zvijer iz porodice mačaka. Živi diljem Južne Amerike, a rasprostranjen je sve do Patagonije na krajnjem jugu kontinenta. Bio je neko vrijeme prilično uobičajen i u južnim državama SAD-a. Jaguar je najveća američka divlja mačka. U slobodnoj je prirodi vrlo rijedak jer su ga ljudi lovili radi njegova iznimno lijepog krzna, tako da je gotovo istrebljen.

## Osnovne značajke
Veličina:
- Visina: 68 - 76 cm
- Dužina: 112 - 185 cm, rep 45 - 75 cm
- Težina: Mužjaci 55 - 100 kg, ženke 45 - 90 kg

Razmnožavanje
- Spolna zrelost: s 3 godine
- Vrijeme parenja: u tropskim krajevima tijekom čitavog ljeta, a na rubovima njeznih životnih prostora na početku jeseni
- Trajanje bređosti: 93 - 110 dana
- Broj mladunaca: 1 - 4

Način života
- Ponašanje: samotnjački lovac, osim u vrijeme parenja
- Hrana: sisavci koji žive na tlu, domaće životinje, ribe, žabe, kornjače i manji aligatori
- Životni vijek: u zarobljeništvu do 22 godine

Srodne vrste: Tigar, Leopard i snježni leopard.

## Jaguar i čovjek
U prošlosti su Jaguari živjeli na širokom području od Arizone do Argentine, no zbog bezobzirnog lova njihov se broj u većini područja znatno smanjio na samo nekoliko desetaka primjeka, a ponegdje su čak gotovo istrebljeni. U mnogim zemljama njihov se broj smanjio zbog sječe šuma i uređenja pašnjaka za domaće životinje te gradnje novih naselja. U gornjem dijelu doline rijeke Orinoco u Venezueli navodno se još često susreću, ali u drugim im krajevima prjeti izumiranje. U cijeloj Argentini prema nekim procjenama živi još samo 200 Jaguara i ako bi se taj trend nastavio ostala bi samo velika skupina tih životinja u zoološkim vrtovima. Jaguare prati loš glas da napadaju ljude, što je nedokazano. Prema pričanju jednog lovca jaguar ga je pratio kilometrima u šumu a zatim je nestao isto tako nečujno kao što je i došao. Pretpostavlja se da ga je životinja samo željela "ispratiti" iz svog područja, jer da ga je htjela ubiti imala je dovoljno mogućnosti.